# Nahošín
Nahošín je malá vesnice, část obce Doubravice v okrese Strakonice v Jihočeském kraji. Nachází se asi 1,5 kilometru západně od Doubravice. Je zde evidováno 23 adres. V roce 2011 zde trvale žilo 44 obyvatel.
Nahošín je také název katastrálního území o rozloze 2,21 km².

## Historie
První písemná zmínka o vesnici pochází z roku 1481.

## Obyvatelstvo
| Rok            | 1869 | 1880 | 1890 | 1900 | 1910 | 1921 | 1930 | 1950 | 1961 | 1970 | 1980 | 1991 | 2001 | 2011 | 2021 |
| -------------- | ---- | ---- | ---- | ---- | ---- | ---- | ---- | ---- | ---- | ---- | ---- | ---- | ---- | ---- | ---- |
| Počet obyvatel | 95   | 115  | 125  | 127  | 121  | 116  | 114  | 79   | 92   | 77   | 60   | 51   | 39   | 44   | 55   |
| Počet domů     | 29   | 19   | 18   | 20   | 21   | 21   | 22   | 23   | 23   | 19   | 18   | 18   | 22   | 23   | 23   |

## Obecní správa
Při sčítání lidu v letech 1850–1879 Nahošín byl osadou obce Doubravice v okrese Strakonice. V letech 1880–1959 byl samostatnou obcí v okrese Strakonice. Od roku 1960 je opět částí obce Doubravice v okrese Strakonice.

## Galerie

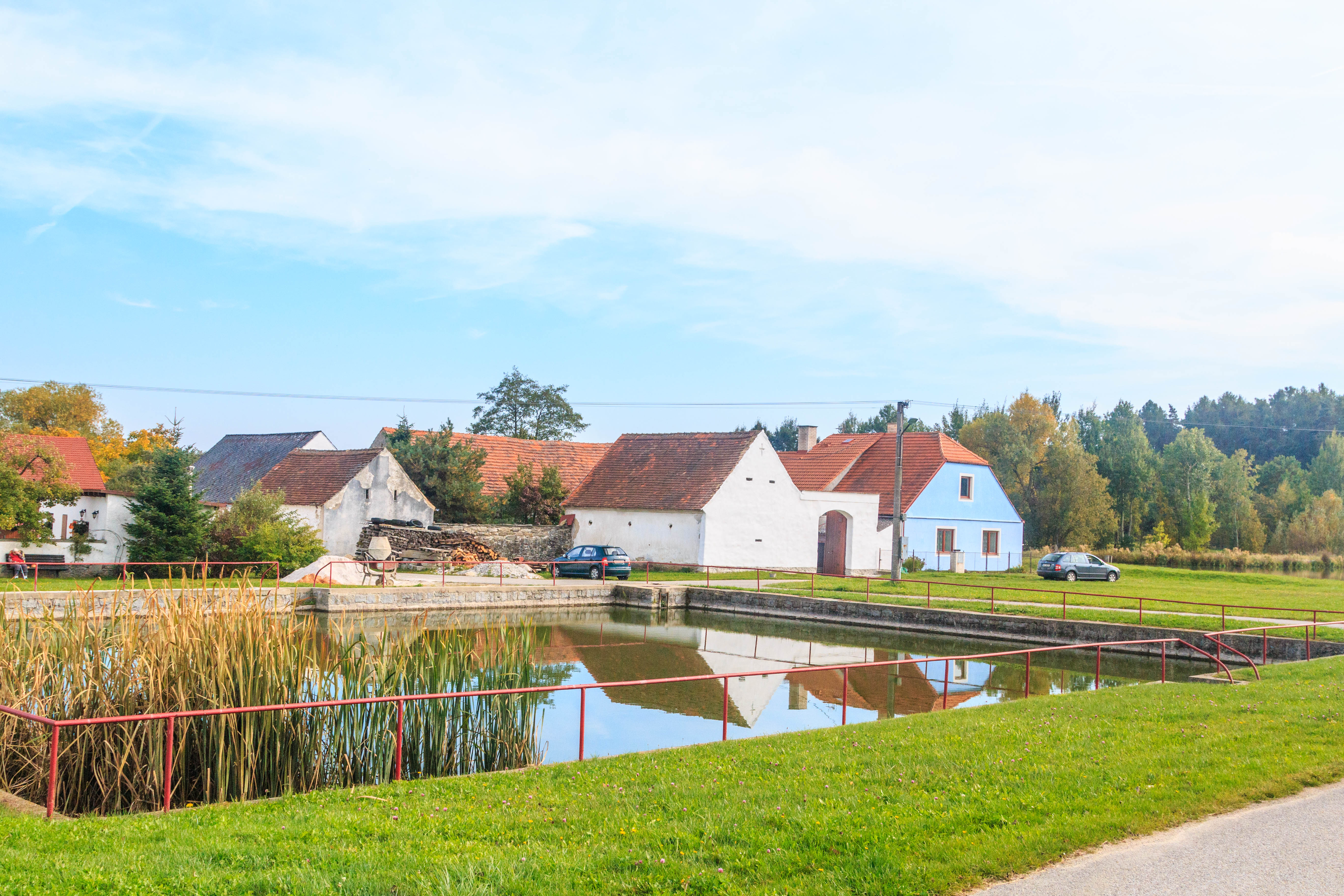
Náves
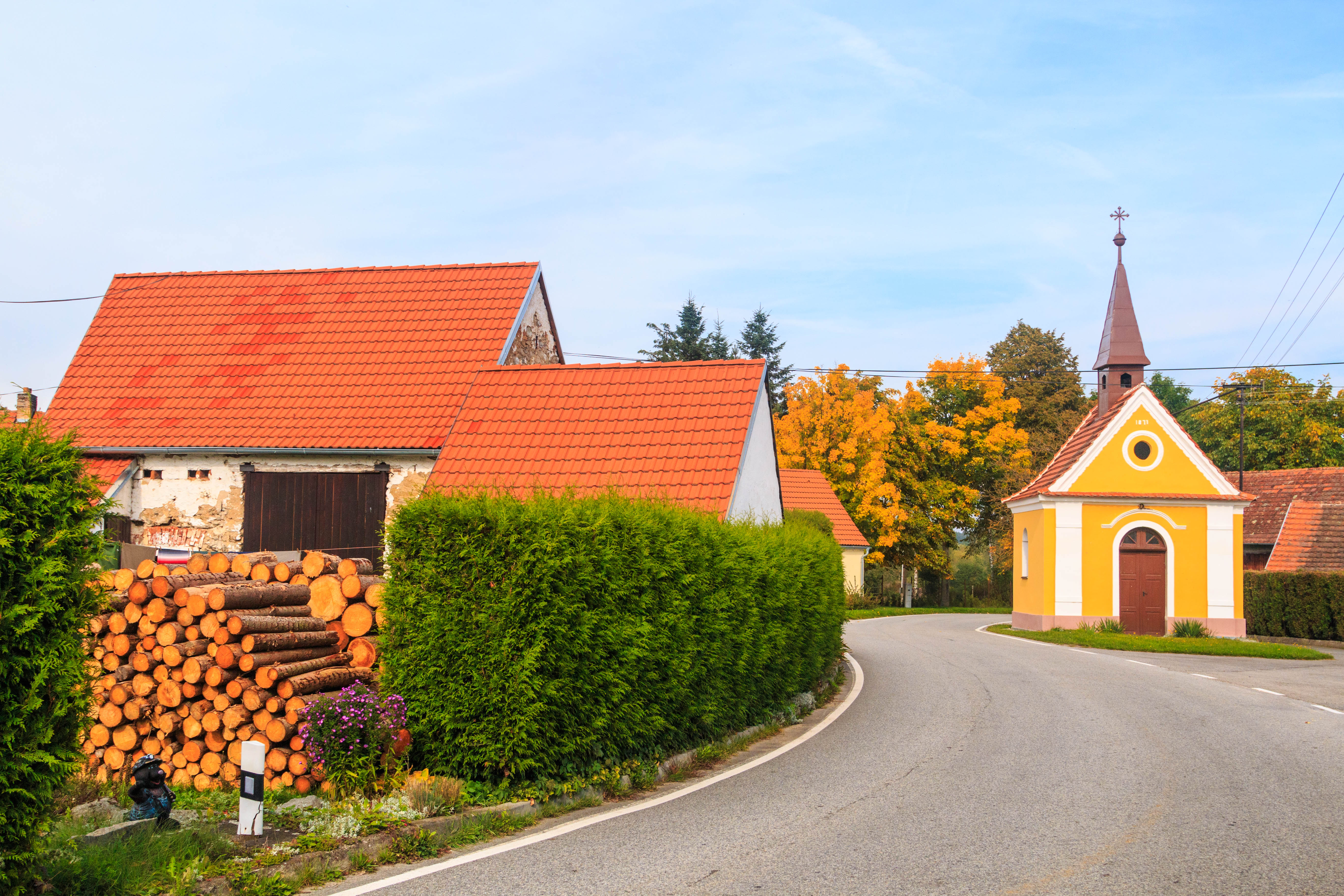
Dům čp. 11
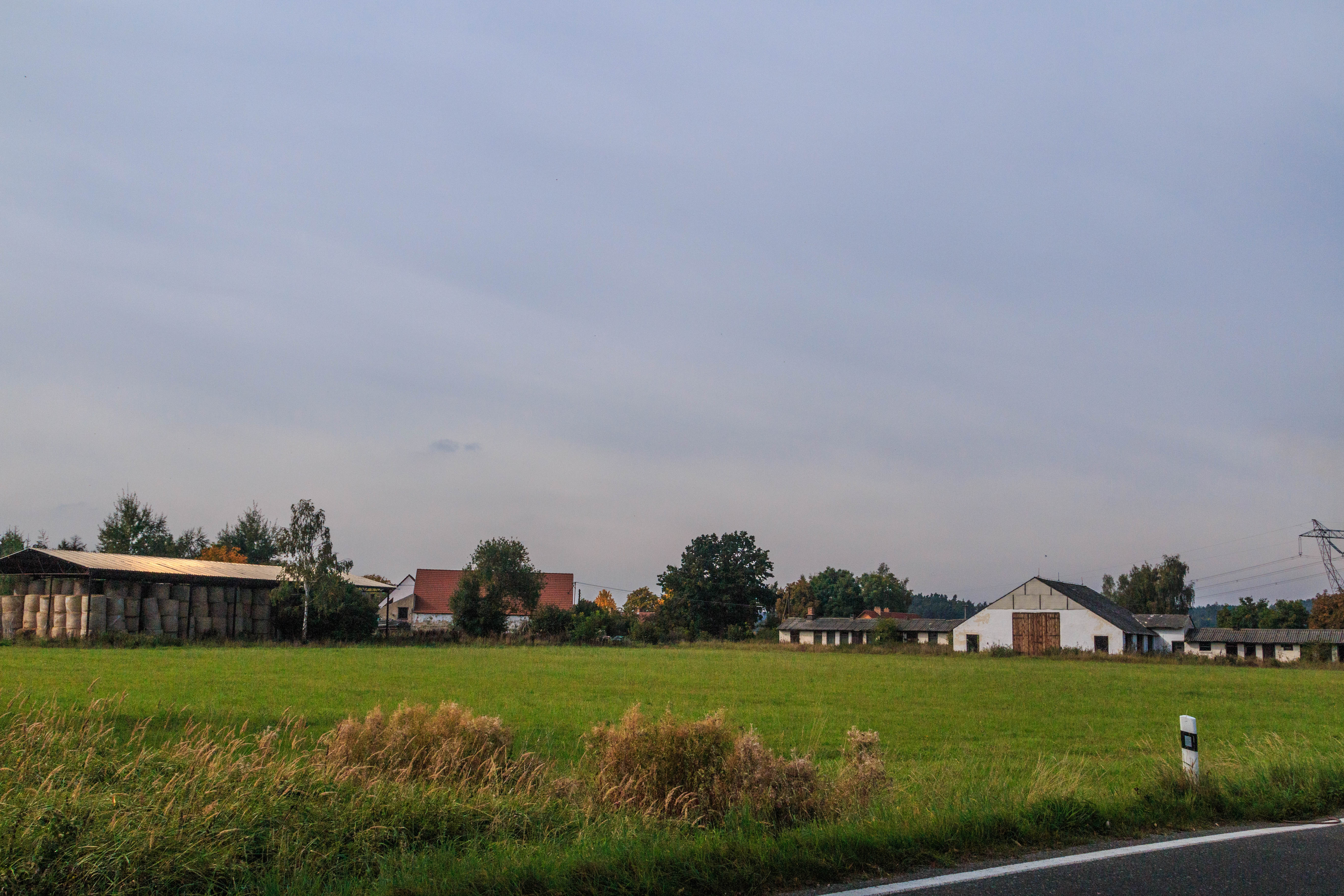
Nahošín při příjezdu od Třebohostic
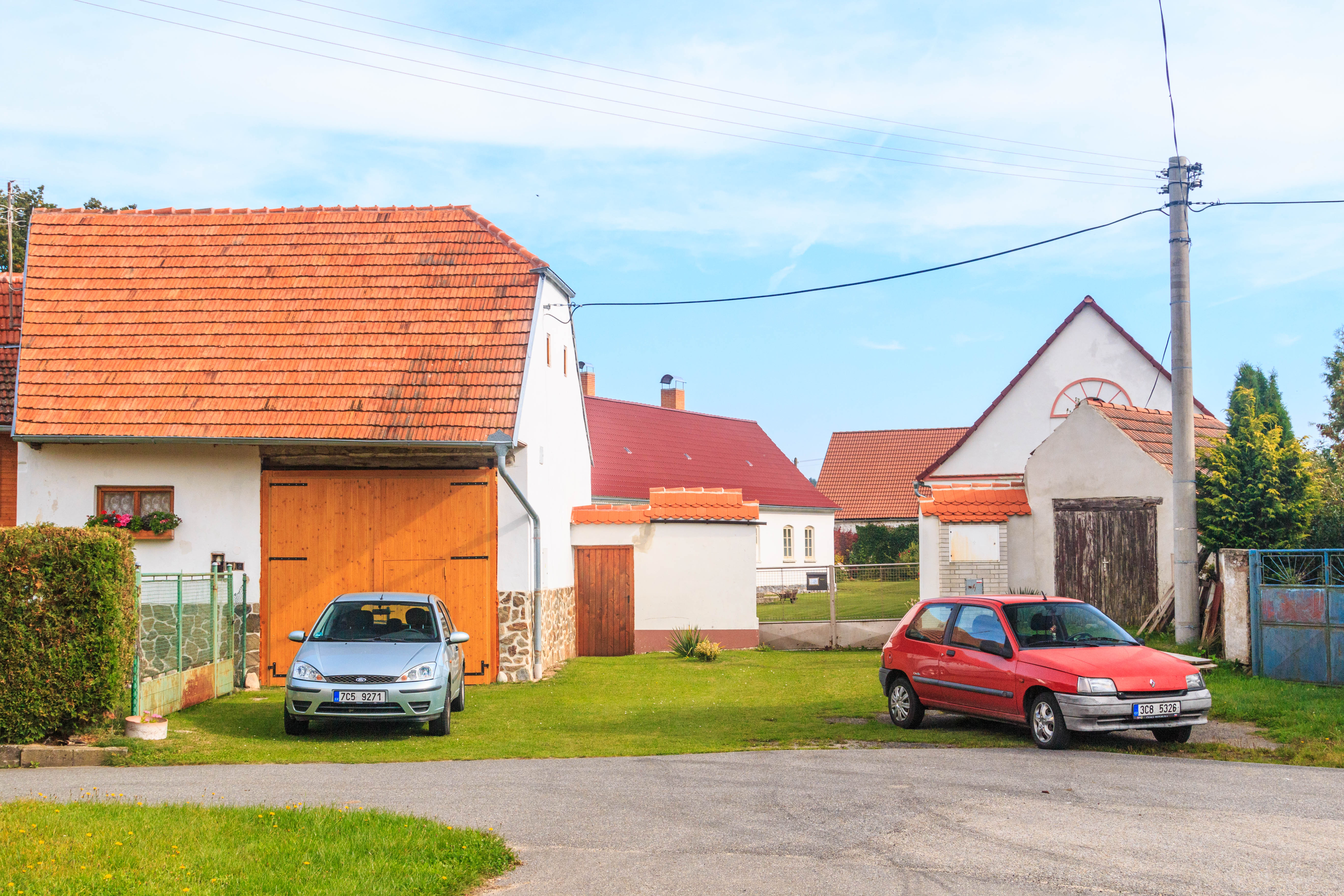
Dům čp. 19